# 令集解
『令集解』（りょうのしゅうげ）は養老令の注釈書で、貞観10年（868年）以前に編纂された。全50巻といわれるが、35巻が現存。
惟宗直本という明法家・学者による私撰の注釈書であり、『令義解』と違って法的な効力は持たない。
まず令本文を大字で掲げ、次に小字（二行割注）で義解以下の諸説を記す。概ね、義解・令釈・跡記・穴記・古記の順に記す。他に、讃記・額記・朱記など、多くの今はなき令私記が引かれる。特に古記は大宝令の注釈であり、大宝令の復元に貴重である。ただし、倉庫令・医疾令は欠如している。他にも、散逸した日本律、『律集解』、唐令をはじめとする様々な中国令、及び令の注釈書、あるいは中国の格（中にはトルファン出土文書と一致するものもある）や式、その他の様々な法制書・政書及び史書・経書・緯書・字書・辞書・類書・雑書、また日本の格や式、例などの施行細則等々が引用されている。
現存35巻のうち、官位令・考課令第三・公式令第五の3巻は本来の『令集解』ではなく、欠巻を補うために、後に入れられた令私記である。

## 刊行本
- 『国史大系12. 令義解 類聚三代格 類聚符宣抄 続左丞抄』 NDLJP:991102 経済雑誌社
- 『新訂増補国史大系 23.令集解 上』 NDLJP:3431636吉川弘文館
- 『新訂増補国史大系 24.令集解 下』 吉川弘文館
- 三浦周行・滝川政次郎 校註『定本令集解釈義』内外書籍、1931年。
  - 三浦周行・滝川政次郎 校註『令集解釈義』国書刊行会、1982年。